# توماس كارتر
توماس كارتر (بالإنجليزية: Thomas Carter)‏ ممثل ومنتج ومخرج تلفزي وسينمائي أمريكي من مواليد 17 جويلية 1953.

## من أفلامه
- 2005، المدرب كارتر

## روابط خارجية
- توماس كارتر على موقع IMDb (الإنجليزية)
- توماس كارتر على موقع ألو سيني (الفرنسية)
- توماس كارتر على موقع أول موفي (الإنجليزية)
- توماس كارتر على موقع بوكس أوفيس موجو (الإنجليزية)
- توماس كارتر على موقع قاعدة بيانات الأفلام السويدية (السويدية)
- توماس كارتر على موقع إن إن دي بي (الإنجليزية)
- توماس كارتر على موقع قاعدة بيانات الفيلم (الإنجليزية)
- توماس كارتر على موقع كينوبويسك (الروسية)